# Грабарка (притока Збруча)
Граба́рка — річка в Україні, в межах Волочиського району Хмельницької області. Ліва притока Збруча (басейн Дністра).

## Опис
Довжина 32 км, площа водозбірного басейну 221 км². Річка типово рівнинна, з мулистим дном і місцями заболоченою заплавою. Швидкість течії сягає 0,75 м/с. Повне падіння рівня русла становить 39 м, що відповідає середньому похилу — 1,22 м/км. Долина у верхній течії порівняно вузька, покручена, нижче — розлога й неглибока. Річище помірно звивисте. Споруджено декілька ставків.

## Розташування
Грабарка бере початок на північ від села Клинини, неподалік від витоків Південного Бугу (Авратинська височина). Тече спершу переважно на південь, нижче села Рябіївки повертає на захід. Впадає до Збруча при північній околиці міста Волочиська. 
У долині річки розташовані Маначинський, Іванівський і Грабарківський гідрологічні заказники.

## Притоки
- Гнила - лвіа притока
- Річка без назви - права притока. Бере початок на південній стороні від села Яхнівці. Тече переважно на південний захід через села Курилівку, Бальківці і у селі Користова впадає в Грабарку. Довжина річки 10 км, площа басейну водозбору 37,4 км². [1]